# エドワード・ウェストン

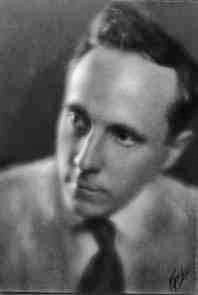
エドワード・ウェストン

エドワード・ウェストン（Edward Weston、1886年3月24日 - 1958年1月1日）は、アメリカの写真家で、グループf/64の創設メンバー。彼の写真は、ほとんど8×10inの木製大判カメラ（ビューカメラ）で撮られている。

## 人生と作品
エドワード・ウェストンは1886年にイリノイ州ハイランドパークに生まれた。1902年、彼は16歳の誕生日に初めてのカメラ（コダック・ブルズアイ#2）をもらい、シカゴの公園や伯母の農場で写真を撮り始めた。その1年後、1903年にはシカゴ・アート・インスティテュート（シカゴ美術館）で作品が展示され、10代の少年としては異例の成功を収めた。
1906年にカリフォルニア州に移り、そこにとどまり肖像写真家としての道を追求することを決意する。彼は最初の妻、フローラ・メイ・チャンドラーと1909年に結婚し、4人の息子をもうけた。1911年、ウェストンは最初のスタジオをカリフォルニア州トロピコ（ロサンゼルス近郊、現在のグレンデール市）に開設し、慣習に当てはまらない彼の肖像写真の方法論を発行部数の多い雑誌複数に執筆した。
1922年はウェストンの転機の年だった。ストレートフォトグラフィに賛同してピクトリアリスムを放棄した彼は、作品制作上のパートナーであり愛人でもあった写真家・モデルのティナ・モドッティと頻繁にメキシコを訪れるようになる。（彼女のウェストンとの関係は、メディア上のゴシップの原因となった。）ウェストンとモドッティは、写真の訓練を徹底的に受けたウェストンの息子たちと同行することもあった。息子ブレット・ウェストンとコール・ウェストンは後に写真界に乗り出し、成功を収めている。
1927年以後、ウェストンはヌード、静物、風景を素材にするようになる。貝殻と野菜の習作シリーズは特に重要であり、強い白黒の光のコントラストの中に対象となるキャベツの葉や唐辛子、ラディッシュなどの造形美・抽象美がはっきりと絶妙の構図で配されている。
ニューヨークでの数回の個展の後、1932年に彼は仲間の写真家アンセル・アダムス、ウィラード・ファン・ダイク、イモージン・カニンガムらとグループf/64を結成した。f/64とは大判カメラにおける最小の絞りの値のことであり、最大の被写界深度を確保し、前景も背景もむらなく均等にシャープに写すことのできる値である。これによって精密で即物的な造形美が得られるのであった。これはメンバーたちが擁護するストレートフォトグラフィの哲学を代表する手法である。
ウェストンはグッゲンハイム奨学金を1937年に写真家として初めて獲得した。彼は翌年、助手のチャリス・ウィルソンと結婚した。この頃、彼はいくつかの依頼を受け出版（たとえば、ウォルト・ホイットマンの詩集『草の葉』に彼の写真を配した本など）に携わっていた。また1947年には、彼としては珍しいカラー写真をウィラード・ファン・ダイクと共作している。
パーキンソン病に冒されたウェストンは、最後になる写真を1948年、カリフォルニア州ポイント・ロボスで撮影した。1952年には息子ブレットの手により写真を始めて50周年を記念した写真集の出版が行われた。ブレットとコール、そしてブレットの妻ドディ・ワレンは、1955年から1956年にかけて、エドワードの監修で、彼が自ら重要だとみなした800枚のネガフィルムをプリントした。
エドワード・ウェストンはカリフォルニア州カーメルのワイルドキャット・ヒルにある自宅で、1958年1月1日に亡くなった。彼の遺した包括的な資料（1920年代半ばから1934年までいつも書いていた、詳細で理路整然とした『日記』を含む）は、彼の思想や論証を親密にみることができるものである。

## 出版物の一部
- Edward Weston: The Last Years in Carmel
- Edward and Brett Weston: Dune
- The Daybooks of Edward Weston
- Edward Weston: Nudes
- Portraits by Edward Weston
- Edward Weston: His Life
- Edward, Cole, Kim Weston: Three Generations of American Photography
- Edward Weston: 1886-1958
- Edward Weston (「Masters of Photography」シリーズ)
- Laughing Eyes (エドワードとコールの往復書簡集)